# Bulbophyllum pardalotum
Bulbophyllum pardalotum är en orkidéart som beskrevs av Garay, Hamer och Emily Steffan Siegerist. Bulbophyllum pardalotum ingår i släktet Bulbophyllum och familjen orkidéer.
Artens utbredningsområde är Filippinerna. Inga underarter finns listade i Catalogue of Life.